# Pleurad Xhafa
Pleurad Xhafa (ur. 1984 w Lushnji) – albański artysta współczesny.

## Kariera
Po ukończeniu nauki w liceum artystycznym Jordan Misja w Tiranie wyjechał na studia do Włoch. Ukończył Akademię Sztuk Pięknych w Bolonii. Powrócił do Albanii w roku 2012. Prace artysty koncentrują się wokół tematyki oddziaływania decyzji politycznych na obszar kultury współczesnej. Twórczość Xhafy prezentowano na wystawach w Belgradzie, Berlinie i w Paryżu. Był jednym ze współtworców ośrodka praktyk artystycznych i dokumentacyjnych Debatik Center. Ośrodek skupia się na badaniu przeszłości Albanii, zachowując krytyczne spojrzenie na współczesne praktyki neoliberalne aparatu władzy. 
W 2013 powstała instalacja Punetori i palodhur (Niezmordowany robotnik), dokumentująca życie codzienne Haxhiego Xhihani pracownika fabryki cementu na przedmieściach Tirany, który tę samą pracę wykonuję od 1973 roku. Instalacja Pomnik klęski (Monument për dështimin), autorstwa Xhafy, ulokowana na głównym bulwarze Tirany miała upamiętniać ofiary katastrofy w Gërdec. W 2016 została zniszczona przez burmistrza Tirany Eriona Veliaja, który posadził drzewo w tym miejscu, gdzie wcześniej znajdowała się instalacja. W 2020 artysta wziął aktywny udział w protestach przeciwko wyburzeniu siedziby Teatru Narodowego w Tiranie. W 2022 w Centrum Sztuki Współczesnej ZETA w Tiranie otwarto wystawę prac Xhafy irreconcilability as an act of love.

## Nagrody i wyróżnienia
W 2014 Xhafa został wyróżniony nagrodą Ardhja, przyznawaną młodym artystom przez Instytut Sztuki Współczesnej w Tiranie.

## Galeria

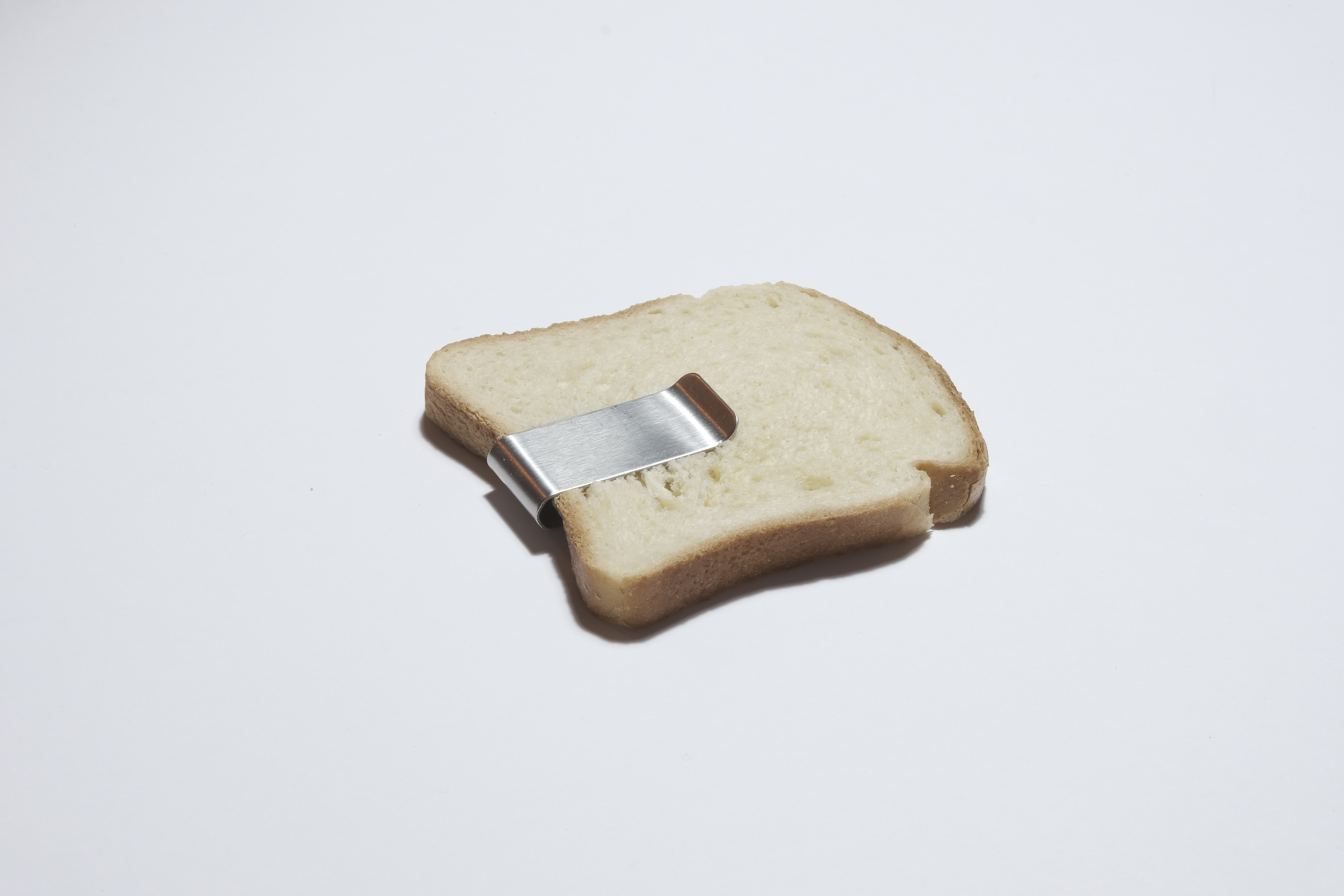
JAWS. Design object
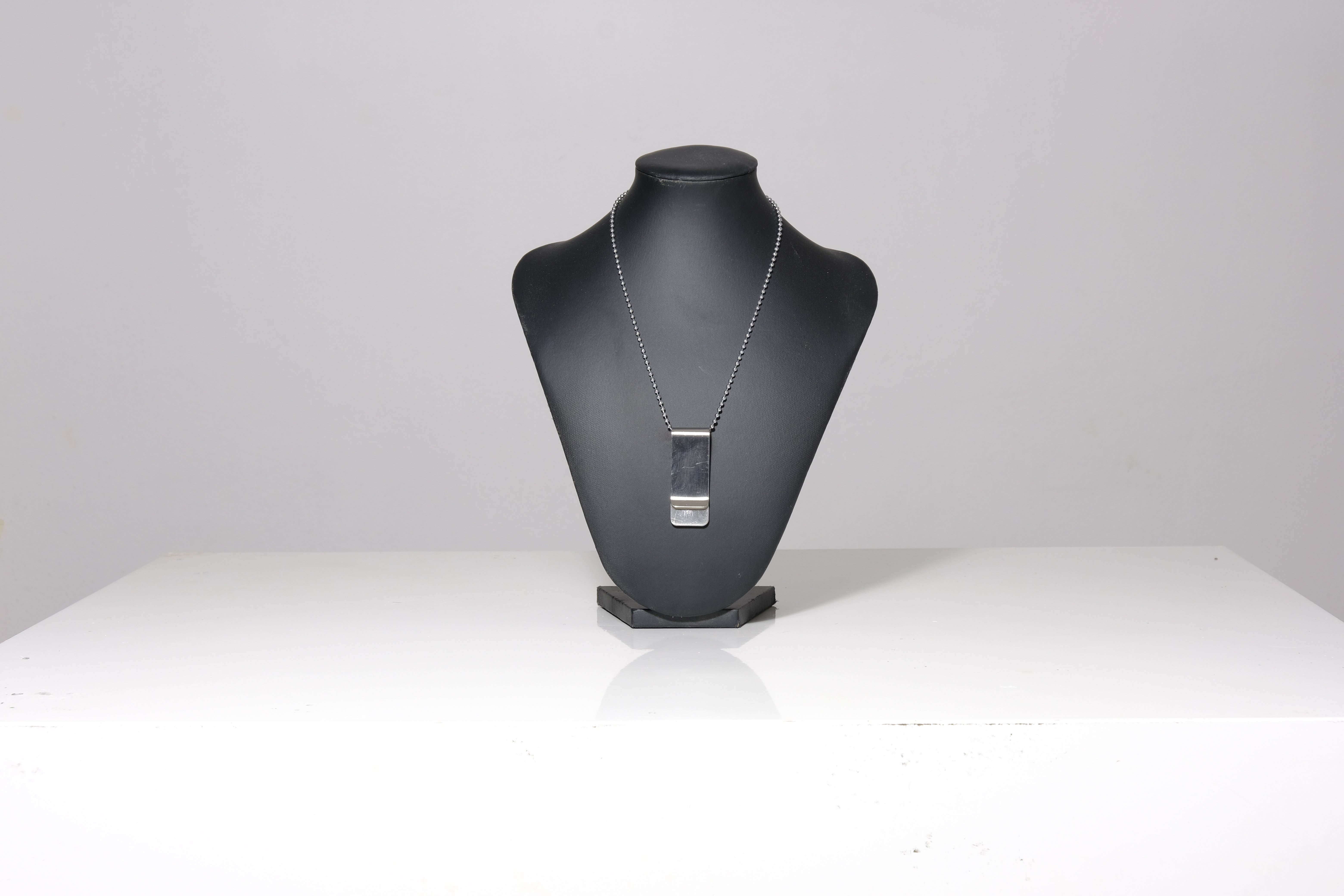
JAWS Jewelry
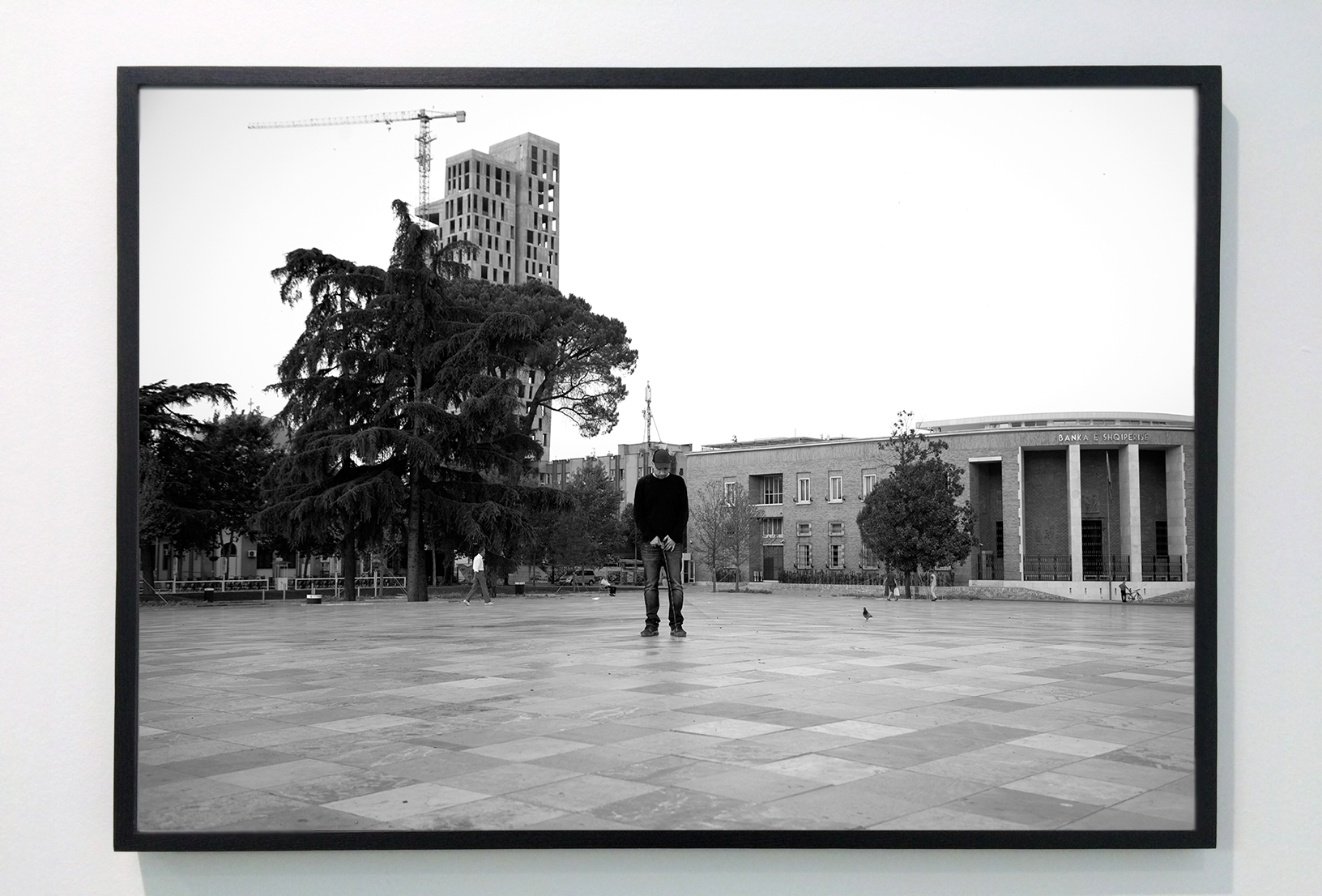
Performans Pissed Off
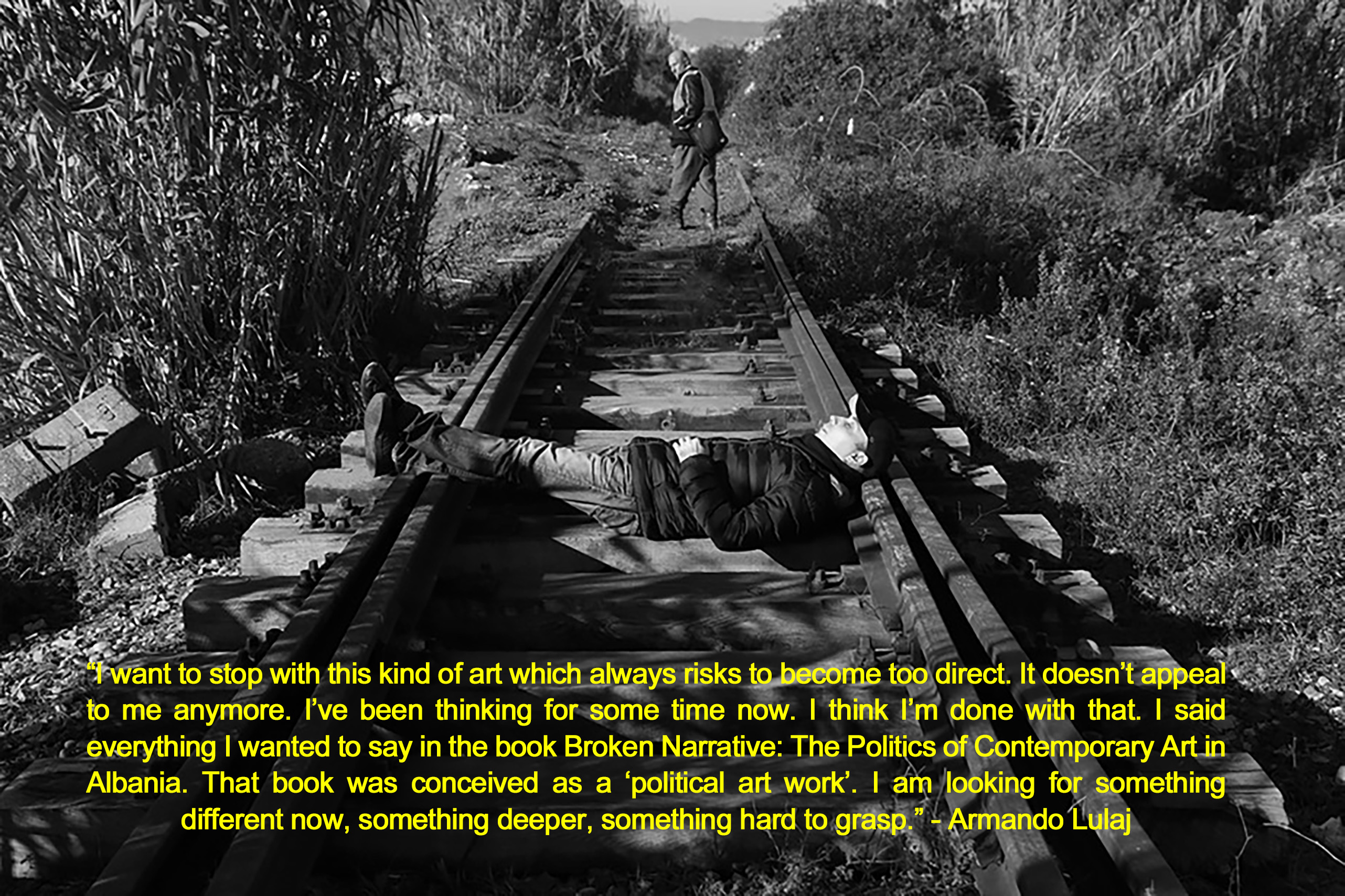
Performans Waiting for the Contemporary to Pass